# Luovijärvi (sjö i Finland)
Luovijärvi är en sjö i Finland. Den ligger i kommunen Posio i landskapet Lappland, i den norra delen av landet, 700 km norr om huvudstaden Helsingfors. Luovijärvi ligger 264,2 meter över havet. Den är 11,8 meter djup. Arean är 1,43 kvadratkilometer och strandlinjen är 11,95 kilometer lång. Sjön  ingår i Kemi älvs huvudavrinningsområde. 